# Agonandra ovatifolia
Agonandra ovatifolia är en tvåhjärtbladig växtart som beskrevs av Faustino Miranda. Agonandra ovatifolia ingår i släktet Agonandra och familjen Opiliaceae. Inga underarter finns listade i Catalogue of Life.